# Baryancistrus longipinnis
Baryancistrus longipinnis är en fiskart som först beskrevs av Kindle, 1895.  Baryancistrus longipinnis ingår i släktet Baryancistrus och familjen Loricariidae. Inga underarter finns listade.